# Atletisme als Jocs Olímpics d'estiu de 1908 - 400 metres masculins
Els 400 metres masculins va ser una de les proves disputades durant els Jocs Olímpics de Londres de 1908. La prova inicialment s'havia de disputar entre el 21 i el 23 de juliol, amb la presència de 37 atletes de 10 nacions diferents. La primera ronda es disputà el 21 de juliol, les semifinials el 22 de juliol i la final el 23 de juliol. Amb tot, la final s'hagué de repetir i es disputà el 25 de juliol. Les curses es van disputar en una pista de 536,45 metres de circumferència o, cosa que és el mateix, 1⁄3 de milla.
Aquesta va ser la cursa més controvertida de les disputades als Jocs de Londres. La primera final va donar lloc a protestes i la desqualificació de l'estatunidenc John Carpenter, que havia obstruït al britànic Wyndham Halswelle, en una maniobra legal segons les regles estatunidenques, però prohibida per les britàniques, sota les quals es disputa la cursa.
Com a resultat de la desqualificació de Carpenter es va haver de repetir la final, però els altres dos competidors estatunidencs, William Robbins i John Taylor, van decidir no prendre-hi part com a protesta per la decisió dels jutge. Halswelle fou l'únic medallista en aquesta cursa.

## Medallistes
| Or                      | Plata        | Bronze       |
| Wyndham Halswelle (GBR) | no entregada | no entregada |

## Rècords
Aquests eren els rècords del món i olímpic que hi havia abans de la celebració dels Jocs Olímpics de 1908.
| Rècord del Món | 47.8 (*)  | Maxey Long    | Nova York (USA)   | 29 de setembre de 1900 |
| Rècord Olímpic | 49.2 (**) | Harry Hillman | Saint Louis (USA) | 29 d'agost de 1904     |

(*) 440 iardes (= 402.34 m)
(**) Aquesta cursa es va disputar en una pista de 536,45 metres=1⁄3 de milla de circumferència.
En les semifinals Wyndham Halswelle establí un nou rècord olímpic, amb un temps de 48.4 segons.

## Resultats

### Sèries
Les sèries es van disputar el 21 de juliol de 1908. El vencedor de cadascuna d'elles passava a semifinals, mentre la resta quedaven eliminats.
Sèrie 1
Montague guanya per 12 iardes.
| Posició | Atleta               | Temps       | Qual. |
| ------- | -------------------- | ----------- | ----- |
| 1       | Edwin Montague (GBR) | 50.2 segons | Q     |
| 2       | Paul Pilgrim (USA)   | 51.4 segons |       |

Sèrie 2
La segona sèrie fou cancel·lada per en presentar-se cap dels atletes.
Sèrie 3
Ryle no té rivals i passa directament a semifinals.
| Posició | Atleta            | Temps    | Qual. |
| ------- | ----------------- | -------- | ----- |
| 1       | Edward Ryle (GBR) | walkover | Q     |

Sèrie 4
Taylor guanya còmodament, amb un marge de dotze iardes.
| Posició | Atleta              | Temps       | Qual. |
| ------- | ------------------- | ----------- | ----- |
| 1       | John Taylor (USA)   | 50.8 segons | Q     |
| 2       | Roberto Penna (ITA) | 52.4 segons |       |
| 3       | Sven Låftman (SWE)  | desconegut  |       |

Sèrie 5
Nicol guanya amb dotze iardes d'avantatge.
| Posició | Atleta                 | Temps       | Qual. |
| ------- | ---------------------- | ----------- | ----- |
| 1       | George Nicol (GBR)     | 50.8 segons | Q     |
| 2       | Oscar Guttormsen (NOR) | 52.4 segons |       |

Sèrie 6
Vuit iardes separen els dos atletes quan Malfait creua la línia d'arribada.
| Posició | Atleta                | Temps       | Qual. |
| ------- | --------------------- | ----------- | ----- |
| 1       | Georges Malfait (FRA) | 50.0 segons | Q     |
| 2       | Donald Buddo (CAN)    | 51.2 segons |       |

Sèrie 7
Robbins guanya fàcilment amb dotze iardes sobre Nagy.
| Posició | Atleta                      | Temps         | Qual. |
| ------- | --------------------------- | ------------- | ----- |
| 1       | William Robbins (USA)       | 50.4 segons   | Q     |
| 2       | József Nagy (HUN)           | (51.1 segons) |       |
| 3       | Noel Godfrey Chavasse (GBR) | desconegut    |       |
| 4       | Victor Henny (NED)          | desconegut    |       |

Sèrie 8
Prout guanya per tan sols dues iardes.
| Posició | Atleta                           | Temps       | Qual. |
| ------- | -------------------------------- | ----------- | ----- |
| 1       | William C. Prout (USA)           | 50.4 segons | Q     |
| 2       | Christopher Maude Chavasse (GBR) | 50.7 segons |       |

Sèrie 9
La victòria de Ramey fou una de les més disputades de les sèries, amb sols una iarda i mitja sobre Astley.
| Posició | Atleta              | Temps       | Qual. |
| ------- | ------------------- | ----------- | ----- |
| 1       | Horace Ramey (USA)  | 51.0 segons | Q     |
| 2       | Arthur Astley (GBR) | desconegut  |       |

Sèrie 10
Jacquemin, lesionat, ha d'abandonar i permet a Sebert guanyar fàcilment.
| Posició | Atleta                   | Temps        | Qual. |
| ------- | ------------------------ | ------------ | ----- |
| 1       | Louis Sebert (CAN)       | 50.2 segons  | Q     |
| 2       | Massimo Cartasegna (ITA) | 52.7 segons  |       |
| —       | Victor Jacquemin (BEL)   | No finalitza |       |

Sèrie 11
| Posició | Atleta                 | Temps       | Qual. |
| ------- | ---------------------- | ----------- | ----- |
| 1       | John Atlee (USA)       | 50.4 segons | Q     |
| 2       | Alan Patterson (GBR)   | 50.6 segons |       |
| 3       | Giuseppe Tarella (ITA) | desconegut  |       |

Sèrie 12
| Posició | Atleta                  | Temps       | Qual. |
| ------- | ----------------------- | ----------- | ----- |
| 1       | Charles Davies (GBR)    | 50.4 segons | Q     |
| 2       | Cornelis den Held (NED) | 51.0 segons |       |

Sèrie 13
| Posició | Atleta            | Temps       | Qual. |
| ------- | ----------------- | ----------- | ----- |
| 1       | Ned Merriam (USA) | 52.2 segons | Q     |
| 2       | R. C. Robb (GBR)  | 52.5 segons |       |

Sèrie 14
| Posició | Atleta                 | Temps       | Qual. |
| ------- | ---------------------- | ----------- | ----- |
| 1       | John Carpenter (USA)   | 49.8 segons | Q     |
| 2       | Otto Trieloff (GER)    | 50.9 segons |       |
| 3       | Arvid Ringstrand (SWE) | desconegut  |       |
| 4       | Henk van der Wal (NED) | desconegut  |       |

Sèrie 15
| Posició | Atleta                     | Temps       | Qual. |
| ------- | -------------------------- | ----------- | ----- |
| 1       | Wyndham Halswelle (GBR)    | 49.4 segons | Q     |
| 2       | Frederick de Selding (USA) | 50.8 segons |       |
| 3       | Bram Evers (NED)           | desconegut  |       |

Sèrie 16
Young guanya clàrament.
| Posició | Atleta                 | Temps         | Qual. |
| ------- | ---------------------- | ------------- | ----- |
| 1       | G. W. Young (GBR)      | 52.4 segons   | Q     |
| 2       | Jacobus Hoogveld (NED) | (54.3 segons) |       |

### Semifinals
Les semifinals es disputen el 22 de juliol de 1908. El vencedor passa a la final, mentre la resta queden eliminats.
Semifinal 1
| Posició | Atleta               | Temps       | Qual. |
| ------- | -------------------- | ----------- | ----- |
| 1       | John Carpenter (USA) | 49.4 segons | Q     |
| 2       | Charles Davies (GBR) | 49.8 segons |       |
| 3       | Ned Merriam (USA)    | desconegut  |       |
| 4       | G. W. Young (GBR)    | desconegut  |       |

Semifinal 2
Halswelle broke the Olympic record in the semifinal.
| Posició | Atleta                  | Temps          | Qual. |
| ------- | ----------------------- | -------------- | ----- |
| 1       | Wyndham Halswelle (GBR) | 48.4 segons OR | Q     |
| 2       | Edwin Montague (GBR)    | 49.8 segons    |       |
| 3       | George Nicol (GBR)      | desconegut     |       |
| 4       | William C. Prout (USA)  | desconegut     |       |

Semifinal 3
| Posició | Atleta                | Temps       | Qual. |
| ------- | --------------------- | ----------- | ----- |
| 1       | John Taylor (USA)     | 49.8 segons | Q     |
| 2       | Horace Ramey (USA)    | 50.5 segons |       |
| 3       | Edward Ryle (GBR)     | desconegut  |       |
| 4       | Georges Malfait (FRA) | desconegut  |       |

Semifinal 4
| Posició | Atleta                | Temps       | Qual. |
| ------- | --------------------- | ----------- | ----- |
| 1       | William Robbins (USA) | 49.0 segons | Q     |
| 2       | Louis Sebert (CAN)    | 49.5 segons |       |
| 3       | John Atlee (USA)      | desconegut  |       |

### Final
La final fou disputada en un primer moment el 23 de juliol, però després de la desqualificació de Carpenter es va tornar a disputar el 25 de juliol.
Primera final
La primera final finalitzà amb Carpenter com a vencedor, seguit de Halswelle, Robbins i Taylor. Roscoe Badger, un dels àrbitres britànics de la prova, es va adonar com Carpenter maniobrava per tal d'evitar que Halswelle l'avancés. Això era legal segons les regles americanes sota les quals Carpenter competia habitualment, però estava prohibit per les regles britàniques, que eren sota les quals es disputaven els Jocs Olímpics. Davant aquest fet es va iniciar una investigació dels fets i l'endemà van decidir desqualificar a Carpenter i ordenaren repetir la final sense la presència de Carpenter.
| Posició | Atleta                  | Temps       |
| ------- | ----------------------- | ----------- |
| 1       | John Carpenter (USA)    | 47.8 segons |
| 2       | Wyndham Halswelle (GBR) | desconegut  |
| 3       | William Robbins (USA)   | desconegut  |
| 4       | John Taylor (USA)       | desconegut  |

Segona final
A Carpenter no se li va permetre prendre part en la repetició de la final i Robbins i Taylor van decidir no prendre-hi part com a protesta per la decisió dels jutges. Halswelle va guanyar a ritme de passeig, sent la primera i única victòria sense rivals en la història dels Jocs en una prova d'atletisme.
| Posició | Atleta                  | Temps         |
| ------- | ----------------------- | ------------- |
| 1       | Wyndham Halswelle (GBR) | 50.0 segons   |
| —       | William Robbins (USA)   | No surt       |
| —       | John Taylor (USA)       | No surt       |
| —       | John Carpenter (USA)    | Desqualificat |